# Peter Goodwin
Pour les articles homonymes, voir Goodwin.
Peter Goodwin est un historien britannique spécialisé dans l'histoire des bateaux et conservateur du HMS Victory entre 1991 et 2011.
Horatio Nelson est une de ses spécialités et il est consultant pour le film Master and Commander : De l'autre côté du monde (2003).